# Maxwell Jenkins
Maxwell Jenkins (3 de maio de 2005, Chicago) é um ator americano conhecido por seus papéis na série Sense8 Também interpretou no filme Family Man e na série Lost in Space (remake de 1965 na Netflix).

## Filmografia

### Televisão
| Ano       | Título            | Papel         | Nota                           |
| --------- | ----------------- | ------------- | ------------------------------ |
| 2013–2014 | Betrayal          | Oliver        | papel recorrente; 12 episódios |
| 2015      | Sense8            | Will (jovem)  | papel recorrente; 8 episódios  |
| 2015      | NCIS: New Orleans | Ryan Griggs   | 1 episódio                     |
| 2015      | Chicago Fire      | J.J.          | participação                   |
| 2018–2021 | Lost in Space     | Will Robinson | elenco principal; 28 episódios |
| 2021      | Chicago Med       | EJ Daniels    | 1 episódio                     |
| 2022      | Reacher           | Reacher jovem | Pepel recorrente               |
| 2023      | Dear Edward       | Jordan        |                                |

### Cinema
| Ano  | Título                             | Papel              | Nota |
| ---- | ---------------------------------- | ------------------ | ---- |
| 2015 | Consumed                           | Tommy              |      |
| 2016 | Popstar: Never Stop Never Stopping | Owen (com 10 anos) |      |
| 2016 | A Family Man                       | Ryan Jensen        |      |
| 2020 | Joe Bell                           | Joseph Bell        |      |
| 2024 | Arcadian                           | Thomas             |      |